# Karya Mukti (Cibalong)
Karya Mukti is een bestuurslaag in het regentschap Garut van de provincie West-Java, Indonesië. Karya Mukti telt 3177 inwoners (volkstelling 2010).